# Биљана Јовановић
Биљана Јовановић (Београд, 28. јануар 1953 — Љубљана, 11. март 1996) била је српска књижевница, борац за заштиту људских права и мировни активиста.

## Биографија
Завршила је филозофију на Филозофском факултету у Београду. Била је удата, за време студија, за Драгана Д. Лакићевића, тада такође студента филозофије а данас познатог београдски филозофа, публицисте и књижевника. 
Осамдесетих година прошлог века удала се за познатог словеначког социолога Растка Мочника са којим је остала у браку до краја живота. Умрла је 11. марта 1996. године у Љубљани.

## Пада Авала
„Пада Авала“ је прекретничка књига о побуњеничком духу младог Београда и представља један од најбољих романа првенаца у српској књижевности. Романом о интимном животу једне младе музичарке и њеним егзистенцијалним и духовним пустоловинама Биљана Јовановић је срушила многе стереотипе тадашњег доба. Данас се посебно препознаје чињеница да је појава овог романа 1978. године био пример новог жанра, прозе коју пишу жене, узимајући за садржину типично женска искуства, супротстављајући их стереотипима и конвенционалној улози жене у тадашњем друштву. У прози Биљане Јовановић су отворена и питања женске сексуалности као нераскидивог дела женске личности, теми о којој списатељице тадашњег доба, код нас нису отворено говориле. Оно што чини да роман „Пада Авала“ буде и данас актуелан јесте побуњенички дух младих јунака, који је кроз протеклих тридесет година прешао пут од проблема генерацијског јаза до све више критичког односа младих према времену у коме живе, земљи у којој су рођени, као и њиховом критичком односу према одговорности и сврси сопствених живота.

## Политичка активност
Била је потписница свих петиција 70-их и 80-их година против репресије и митова комунистичког режима – међу првима је била када је требало бранити шесторицу у Београду (Владимира Мијановића, Миодрага Милића, Павлушка Имширевића, Милана Николића, Драгомира Олујића и Гордана Јовановића, 1984 г.) и четворицу у Љубљани (Јанез Јанша, Давид Тасић и Франци Заврл, новинари Младине и Иван Борштнер, заставник ЈНА, 1988г. у Љубљани- тзв Афера ЈБТЗ), Шекса или Парагу у Загребу, Шешеља или Изетбеговића у Сарајеву ( Сарајевски процес против Алије Изетбеговића, Омера Бехмена, Хасана Ченгића, Исмета Касумагића, Едхема Бичакчића, Џемалудина Латића, Хусеина Живаљa, Салиха Бехмена, Мустафе Спахића, Мелике Салихбеговић, Дервиша Ђурђевића и Ђула Бичакчића, 1983г.), али и све друге који су одговарали због злогласног члана 133, кривичног дела познатијег као деликт мишљења или вербални деликт.
Била је чланица првог Одбора за заштиту уметничких слобода основаног 1982. у одбрану песника Гојка Ђога у седишту Удружења књижевника Србије у Француској 7.
Међу брањенима, први пут је тада био и Адем Демаћи из Приштине, за кога је Одбор тражио ослобађање из затвора, у коме је лежао већ 28 година.
Биљана Јовановић била је председница прве невладине организације – Одбора за заштиту човека и околине, основаног 1984. године такође у Француској 7.
Током 90-их година била је међу оснивачима УЈДИ-ја, Хелсиншког парламента, Београдског круга, Цивилног покрета отпора. Била је иницијаторка и учесница свих мировних и антиратних акција у Београду: Паљења свећа, Црног флора, Последњег звона, а 1992. основала је ЛУР (Летећа учионица, радионица) за културно и интелектуално повезивање некадашњег југословенског простора.
Црни флор је био највећи антиратни скуп у Београду током деведесетих година, одржан 31. маја 1992. године, против рата у Босни и опсаде Сарајева. По изјавама сведока, на простору између Палата Албанија и Славије окупило се између шездесет и сто хиљада људи. Црни флор био је дуг 1300 метара, протест је организовао Цивилни покрет отпора уз подршку великог броја организација и политичких странака. Протесту је присуствовао и опозициони лидер Вук Драшковић.
У то време објавила заједничку антиратну преписку „Вјетар иде на југ и обрће се на сјевер“, са Марушом Кресе, Радом Ивековић и Радмилом Лазић (немачко издање за „Suhrkamp“ 1993. и 1994. у едицији Апатриди, Радија Б92 у Београду).
Била је против гетоизирања држава, народа и људи, не признајући поделе по нацији и вери. Окупљала је око себе људе или су се они окупљали око ње. Појава Биљане Јовановић на књижевној сцени касних 70-их била је освежење у амбијенту фаворизоване такозване стварносне прозе. Малограђанском миљеу и предрасудама супротставила је одважност, иронију, цинизам, неконвенционалност, интелектуалну бриткост и слободу изрицања онога што је представљало табу за друштвене, идеолошке, сексуалне конвенције.

## Наслеђе
Српско књижевно друштво додељује награду Биљана Јовановић. Ова награда установљена је 2005. године. Додељује се уз континуирану подршку Министарства културе и информисања Републике Србије.

## Дела
Поезија
- „Чувар“, збирка песама (1977)

Романи;
- „Пада Авала“ (Просвета, 1978. и Независно издање Слободан Машић, 1981)
- „Пси и остали“ (Просвета, 1980)
- „Душа јединица моја“ (БИГЗ, 1984)

Драме
- „“ (основа за представу „Stammheim“, СКЦ, Београд, 1982, редитељи Љубиша Ристић и Нада Кокотовић)
- „Лети у гору као птица“ (Атеље 212, Београд, 1983, редитељ Зоран Ратковић)
- „Централни затвор“ (Народен театер Битола, 1922, редитељ Владимир Милчин)
- „Соба“ на Босфору (објављена у ПроФемини бр. 1, Београд, 1996).